# 廖齊峰
廖齊峰（英語：Gliozzi Peak），是南極洲的山峰，位於埃爾斯沃思地，處於普盧默冰川以南6公里，屬於赫里蒂奇嶺中道格拉斯峰的一部分，海拔高度1,475米，現時由南極條約體系管理。